# Бурковский, Сергей Викторович
Серге́й Ви́кторович Бурко́вский (укр. Сергій Вікторович Бурковський; 21 мая 1984, Кировоград) — украинский военнослужащий, подполковник, участник российско-украинской войны. Герой Украины (2022).

## Биография
Сергей Бурковский родился 21 мая 1984 года в городе Кировоград. С 1 сентября 1993 года он служит в Вооружённых силах Украины. С 2015 года занимает должность заместителя командира воинской части и главного инженера 250-го Центра инженерной поддержки.
В феврале 2022 года подполковник Бурковский руководил подготовкой к уничтожению трёх мостов в районе Чернобыльской зоны, чтобы замедлить продвижение российских войск. Позже он участвовал в составе разведывательно-диверсионных групп, которые останавливали вражеские колонны, уничтожали и захватывали технику противника. В марте 2022 года военнослужащие его части вывели из строя 47 единиц российской техники в Черниговской области.

## Награды
- Звание «Герой Украины» с удостоением ордена «Золотая Звезда» (26 марта 2022) — за личное мужество и героизм, проявленные в защите государственного суверенитета и территориальной целостности Украины, верность военной присяге[1].